# شکر، گوی‌چای
شکر (به لاتین: Şəkər) یک منطقهٔ مسکونی در جمهوری آذربایجان است که در شهرستان گوی‌چای واقع شده‌است. شکر ۱٬۲۹۹ نفر جمعیت دارد.